# Longitudinal
Longitudinal betyder utmed huvudaxeln och kan användas i uttryck som
- Longitudinal motor är monterad utmed fordonets längdriktning
- Longitudinal säteslayout i exempelvis en tunnelbanevagn innebär att sätena är placerade utmed väggarna och passagerarna sitter med sina ryggar mot väggen/fönstret.